# Beds are burning
"Beds Are Burning" és un single d'èxit mundial de 1987/1988 de la banda de rock australiana Midnight Oil, sent la primera cançó del seu àlbum Dièsel and Dust. Aquesta cançó va ser la segona a ser llançada com a single i està entre les cançons més conegudes de la banda fora d'Austràlia.
Va aconseguir el 1r lloc a Nova Zelanda i en les llistes de Sud-àfrica, 2n lloc al Canadà i Bèlgica, 3r en el top 40 dels Països Baixos, 5è en el top 50 de França, 6è en les llistes de Regne Unit, 11è a Irlanda i 17è en el Billboard Hot 100 dels Estats Units, així com a Suècia i Dinamarca.
És una de les 500 cançons que van donar forma al Rock & Roll del Saló de la Fama del Rock. Va rebre el lloc número 95 dels 100 Greatest One Hit Wonders of the 80s de VH1, el número 61 de Els 80 dels 80's de MTV Llatinoamèrica i el 97 del Hottest 100 Of All Time de «Triple J» en 2009.
"Beds Are Burning" va ser nominada al Grammy per la millor interpretació d'un grup amb vocalista en 1989. Al maig de 2001, la Australasian Performing Right Association (APRA) va celebrar el seu 75è aniversari nomenant les millors 30 cançons australianes de tots els temps, seleccionades per un comité de 100 membres de la indústria, que la va declarar tercera, després de "Friday on My Mind" d'Easybeats i "Eagle Rock" de Daddy Cool.
La cançó va ser també inclosa en l'àlbum de concerts en viu de la banda Scream in Blue (1992) i en el seu àlbum recopilatori 20,000 Watt R.S.L. de 1997. Es va incloure a més en Live at the World Cafè: Vol. 15 - Handcrafted (2002), un dels àlbums recopilatoris que inclouen als artistes que alguna vegada han assistit al programa de ràdio nord-americana World Cafè per cantar en viu.

## Significat
"Beds Are Burning" és una cançó política que parla sobre el retorn de les terres als nadius australians Pintupi, que van ser dels últims en marxar del desert al món "civilitzat". Aquestes persones que van tenir "l'últim contacte" van començar a traslladar-se del Desert de Gibson cap a assentaments en la dècada de 1930. Després van ser desplaçats forçosament durant vint anys des de 1950 cap a l'assentament Papunya. En 1981 el van abandonar per retornar al seu propi territori i establir-se en la comunitat de Kintore, que té una població aproximada de 400 persones, endinsada a les pintoresques terres de Kintore Ranges i envoltada per Mulga i la regió de Spinifex. Tant Kintore com la ciutat de Yuendumu són nomenades en la lletra de la cançó, alhora que són vehicles produïts per Holden. Alguns creuen que el vers de la cançó que diu "How can we sleep while our beds are burning?" (Com podem dormir mentre els nostres llits s'estan cremant?) pot fer referència a la mare del cantant Peter Garrett que havia mort en un incendi casolà cinc anys abans.

## Interpretacions
Midnight Oil va interpretar la cançó davant d'una audiència mundial en la cerimònia de tancament dels Jocs Olímpics de Sydney en 2000. El Primer Ministre John Howard havia desencadenat una controvèrsia aquell any en oposar-se a acollir la reconciliació simbòlica i demanar disculpes als indígenes australians i membres de les generacions robades. No obstant això, va manifestar que el tema de reconciliació Beds Are Burning era la seva cançó favorita de Midnight Oil. La banda la va interpretar vestida de negre, amb la paraula "Sorry" pintada notòriament en tota la seva roba, com una disculpa popular a les persones indígenes i per remarcar-li l'assumpte a Howard que estava entre el públic com el principal amfitrió olímpic.

## Altres versions
En 2002, Heaven's Cry va realitzar un cover de la cançó en el seu àlbum "Primal Power Addiction". També ho va fer el grup alemany d'eurodance, Novaspace, en 2004.
En 2006, Pearl Jam va llançar una altra versió del tema com a acompanyament del seu èxit Daughter, durant la seva gira per Austràlia, el mateix any que la banda francesa de metalcore, Black Bomb A, va llançar una altra versió en el seu àlbum One Sound Bite to React.
En 2008, The Nightwatchman conjuntament amb Justin Sani i Chris Barker d'Anti-Flag, van interpretar un altre cover en el festival "Big Day Out" de Sydney i Perth, i addicionalment també ho va fer Billy Bragg en el festival Big Day Out d'Adelaide a Austràlia. La banda de rock alternatiu, Gyroscope va cantar el tema durant el break de la seva cançó "Fast Girl", en la seva "The Austràlia Tour" d'agost-octubre del 2008.
També l'any 2008 l'antiga líder de la banda de rock alternatiu Concreti Blonde, Johnette Napolitano, al costat de Rachel Stamp amb el guitarrista Will Crewdson, van publicar una versió força fidel a l'original en la seva pàgina conjunta de MySpace, amb la diferència que el cor i el pont són menys densament orquestrats que els versos, a més de petits canvis en la lletra (per exemple, Napolitano canvia la frase "To say fair's fair" amb "to pay our share" per després repetir-la).
El 12 d'octubre de 2009, 60 artistes i celebritats de tot el món van gravar un remix de la cançó, reescrita per la mateixa banda Midnight Oil, per destacar els conflictes del canvi climàtic. Aquesta fou una versió lliure que pot descarregar-se gratuïtament d'iTunes i que va ser llançada durant les xerrades de les Nacions Unides a Copenhaguen. Entre els cantants s'incloïa a Lily Allen, Klaus Meine de la banda Scorpions, Simon Li Bon de Duran Duran, Tyson Ritter de The All-American Rejects, Bob Geldof i Fergie. També van prestar les seves veus l'antic secretari general de l'ONU Kofi Annan, l'Arquebisbe Desmond Tutu i les actrius Marion Cotillard i Milla Jovovich.
La cançó és part de la campanya del Fòrum Humanitari Global, "tck tck tck time for climate justice" (tic tic tic temps per a la justícia climàtica), i part del gran projecte "TckTckTck", que cerca cridar l'atenció sobre la urgència de la crisi de l'escalfament global signant una "petició musical" amb cada descàrrega.